# Einfeld
Einfeld liegt im Norden der Stadt Neumünster in Schleswig-Holstein und ist einer von neun Stadtteilen.

## Geographie
Einfeld ist der nördlichste Stadtteil der Stadt Neumünster. Im Norden wird Einfeld durch den Einfelder See sowie im Süden durch den Tungendorfer Graben abgegrenzt.

## Geschichte
Reste der Frühgeschichte sind noch an der Margarethenschanze am Einfelder See zu erkennen, wo im 9. Jahrhundert eine Wallburg errichtet wurde. Im Jahre 1144 wurde die Gemeinde Einfeld erstmals auf Grund einer Schenkungsurkunde des Grafen Adolf III. als „Ennienvelde“ erwähnt.
1296 wurde Einfeld vom Kloster Bordesholm erworben. Nach Auflösung des Klosters 1566 im Zuge der Reformation gehörte Einfeld zum damaligen Amt Bordesholm. Mit Bildung der Landkreise 1867 gehörte Einfeld zum Kreis Kiel (dem späteren Kreis Bordesholm). Als 1889 die Amtsbezirke gebildet wurden, wurde Einfeld dem Amtsbezirk Großharrie zugeordnet.
Mit der Auflösung des Kreises Bordesholm 1932 wurden die Gemeinden des Amtsbezirks Großharrie bis auf Einfeld dem Kreis Plön zugeordnet. Einfeld kam in den Amtsbezirk Bordesholm und damit zum Kreis Rendsburg. 1934 schied Einfeld aus dem Amtsbezirk Bordesholm aus und bildete einen Eigenamtsbezirk bzw. war ab 1948 amtsfreie Gemeinde.
Im Zuge der Kreisreform von 1970 wurde die Gemeinde Einfeld aufgelöst und in die Stadt Neumünster eingegliedert.

## Religion
Die evangelisch-lutherische Christuskirche wurde 1934 als Friedhofskapelle geweiht, 1952 erfuhr sie eine Erweiterung. Die evangelisch-lutherische Kirchengemeinde Einfeld gehört zum Kirchenkreis Altholstein der Evangelisch-Lutherischen Kirche in Norddeutschland.
Durch die Flucht und Vertreibung Deutscher aus Mittel- und Osteuropa in Folge des Zweiten Weltkrieges zogen wieder verstärkt Katholiken in das seit der Reformation protestantische Einfeld. Auf dem Grundstück Klaus-Groth-Straße 25 (heute Op de Geest) erfolgte nach Plänen des Architekten Josef Feldwisch-Dentrup (Osnabrück) der Bau einer katholischen Kirche, die das Patrozinium des heiligen Josef von Nazaret trug. Am 17. Juni 1960 wurde ihr Grundstein gelegt, und am 3. April 1961 folgte ihre Benediktion. Aufgrund des zunehmenden Priestermangels und der geringer gewordenen Zahl der Gottesdienstbesucher fand im Mai 1991 der letzte Gottesdienst statt, und Ende 1992 wurde das Gotteshaus abgerissen. Heute stehen auf dem Grundstück zwei Einfamilienhäuser, die Katholiken in Einfeld gehören zur Pfarrei Sel. Eduard Müller Neumünster-Mitte.

## Verkehr
Mit dem Auto ist Einfeld über die Bundesautobahn 7 erreichbar, Abfahrt Neumünster-Nord, oder die Landesstraße 318 sowie die Kreisstraße 5. Der frühere Bahnhof Einfeld an der Strecke Neumünster–Kiel wurde zu einem Haltepunkt zurückgestuft.

## Naturschutzgebiete

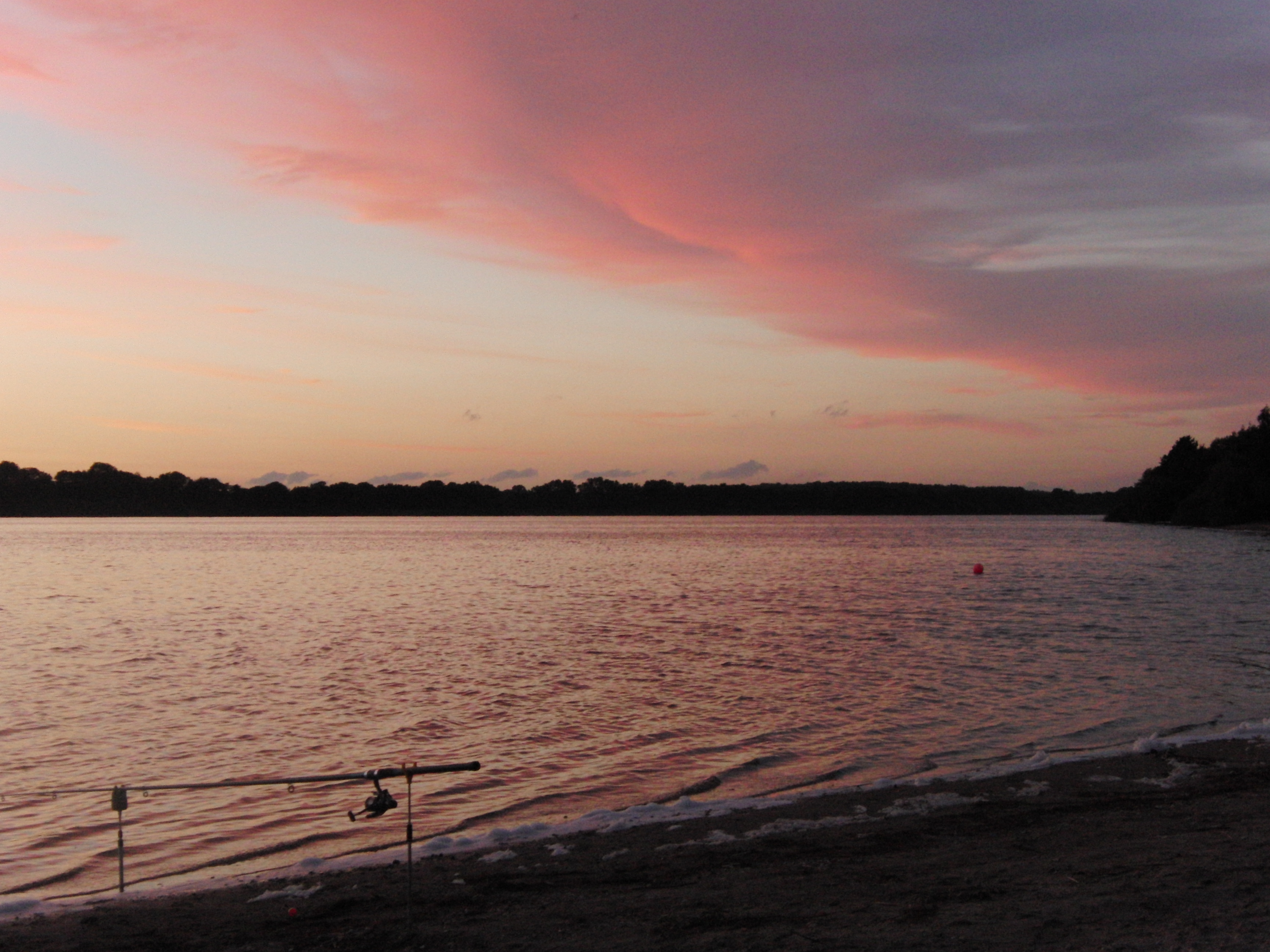
Einfelder See bei Nacht

Eines der Naturschutzgebiete von Einfeld ist das Dosenmoor, ein etwa 521 Hektar großes atlantisches Hochmoor, welches erhalten und wiederhergestellt werden soll. Das Dosenmoor erhielt seinen Namen von „Daso de Ennigge“, einem dort angesiedelten Bauernritter. Bereits um 8000 v. Chr. war dieses Gebiet besiedelt.
Ein weiteres Naturschutzgebiet ist ein Teil des Westufers des Einfelder Sees.

## Persönlichkeiten
- Jürgen Oldenburg (1926–1991), Lehrer und Politiker (SPD), war von 1962 bis 1970 Mitglied des Gemeinderats von Einfeld.
- Ludwig Haas (1933–2021), Schauspieler, lebte mit seiner Familie in Einfeld.
- Hans-Hermann Schwede (* 1938), Brigadegeneral des Heeres der Bundeswehr
- Peter Weiland (1940–2014), Boxer, Deutscher Meister und Europameister im Schwergewicht.